# Чоу мейн

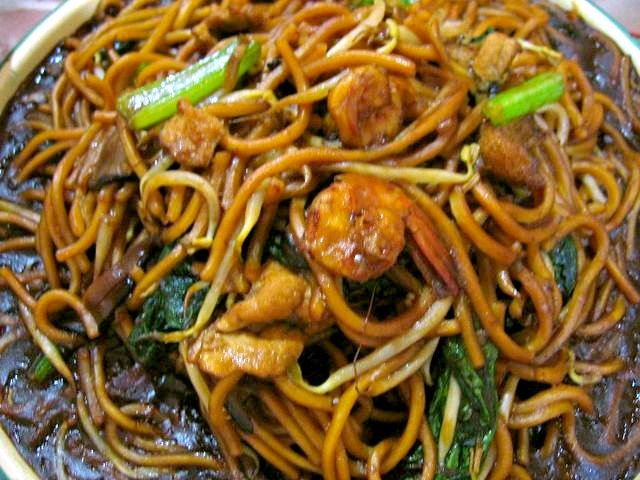
Чоу мейн

Чоу мейн або Чоу мєн — китайська стир-фрай локшина, назва — романізація «chāu-mèing» тайшанського діалекту. Страва популярна у хуацяо і присутня в меню більшості китайських ресторанів. Вона особливо популярна в Індії, Непалі, Великій Британії та США.

## Етимологія
Слова чоу мейн означають «смажена локшина», чоу означає «смажений» (або «обсмажений») і мейн означає «локшина».